# 东门襄仲
東門襄仲（？—前601年），東門姓，名遂，中國春秋时期魯国政治人物，姬姓，魯僖公的弟弟，魯莊公的儿子。因住在魯國東門，所以又稱為東門遂、公子遂、仲遂，諡號襄。
齊桓公死後，齊孝公攻打魯國，公子遂和臧文仲出使楚國求援。城濮之戰後，魯國倒向晉國。公子遂多次出使晉國、齊國。前620年，他聘娶莒國女子，孟穆伯公孫敖去迎親，見该女子貌美，於是自娶為妻。公子遂大怒，想討伐孟穆伯，被叔仲惠伯勸阻。但公孫敖害怕，于第二年借向周襄王弔喪之機，逃到莒國，以其子孟文伯繼承孟孫氏。孟穆伯和孟文伯相繼死後，聲己所生的兒子孟惠叔繼承孟孫氏。前609年，魯文公去世，公子遂殺死了公子惡、公子視，立敬嬴的兒子為魯宣公，同時，殺害了叔仲惠伯。前601年，公子遂去世，其子公孫歸父，字子家，後裔為子家氏，其子公孫婴齐，後裔為仲氏。